# Den tapre Jacob
Den tapre Jacob er en dansk stum komediefilm fra 1913 produceret af Nordisk Films Kompagni og instrueret af Sofus Wolder efter manuskript af Christian Schrøder.
Filmen havde dansk premiere den 23. november 1913 i Biograf-Theatret i København og blev i tysktalende lande distribueret som Jacob ist großartig, i engelsktalende lande som  Tom, The Hero og i fransktalende lande som Jacques est épatant. 

## Handling
Den ærgerrige vagabond Jacob dagdrømmer om magt og ære. En dag falder en "fars dreng", Peter, ned fra en badebro, og selvom vandet kun går han til knæene, er han nær død af skræk. Jacob "redder" Peter og bringer ham hjem til forældrene, hvor Jacob kan berette om sin heltedåd og sine anstrengelser - og om sin tabte tegnebog med 100 kr. i. Forældrene giver tøj og en erstatning for den "tabte" tegnebog, og inviterer Jacob på middag med sin familie. Jacob ankommer med sine vagabondvenner og -damer, der tager rigeligt for sig af retterne og af familiens sølvtøj. Der går ikke længe, før end Peters forældre forstår, hvilken redningsmand Jacob er, og vagabonderne bliver vist døren.

## Medvirkende
- Aage Schmidt som Peter
- Alma Hinding som Grethe, pige der besøger Peter
- Svend Bille
- Frederik Jacobsen
- Franz Skondrup
- Betzy Koefoed
- Valdemar Hansen
- Agnes Andersen
- Paula Ruff
- Aage Lorenzen